# Premi Sir Matt Busby al jugador de l'any

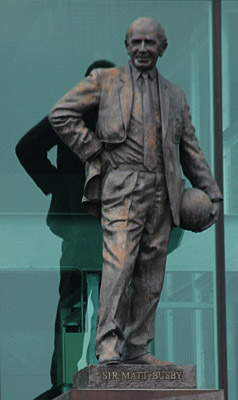
Estàtua de Sir Matt Busby. El trofeu consisteix en una rèplica en miniatura d'aquesta estàtua.

El Premi Sir Matt Busby al jugador de l'any, anteriorment conegut com a Jugador MUFC de l'Any (1988-1995), és un premi concedit al millor futbolista del Manchester United de cada temporada, triat pels aficionats. El seu nom prové de l'antic entrenador del Manchester United, Sir Matt Busby, qui va dirigir el club en dos períodes, de 1945 a 1969 i de 1970 a 1971. El premi va ser reanomenat en honor seu el 1996, després de la seva mort el 1994, i es va encarregar un nou trofeu, que consisteix en una rèplica a escala reduïda de l'estàtua de Busby situada a l'extrem est d'Old Trafford.
El primer guanyador del premi va ser l'escocès Brian McClair el 1988, qui també va esdevenir el primer jugador a guanyar-lo dues vegades quan ho va repetir el 1992. Des de llavors, cinc jugadors més han guanyat el premi més d'una vegada, dels quals tres ho han fet en temporades consecutives: Roy Keane (1999, 2000), Ruud van Nistelrooy (2002, 2003) i Cristiano Ronaldo (2007, 2008). Ronaldo el 2008 es convertí en el primer jugador a rebre el premi en tres ocasions, després d'haver-lo guanyat també el 2004. David de Gea n'és l'actual titular, després d'haver guanyat el premi tres cops consecutius entre 2013 i 2016.

## Guanyadors

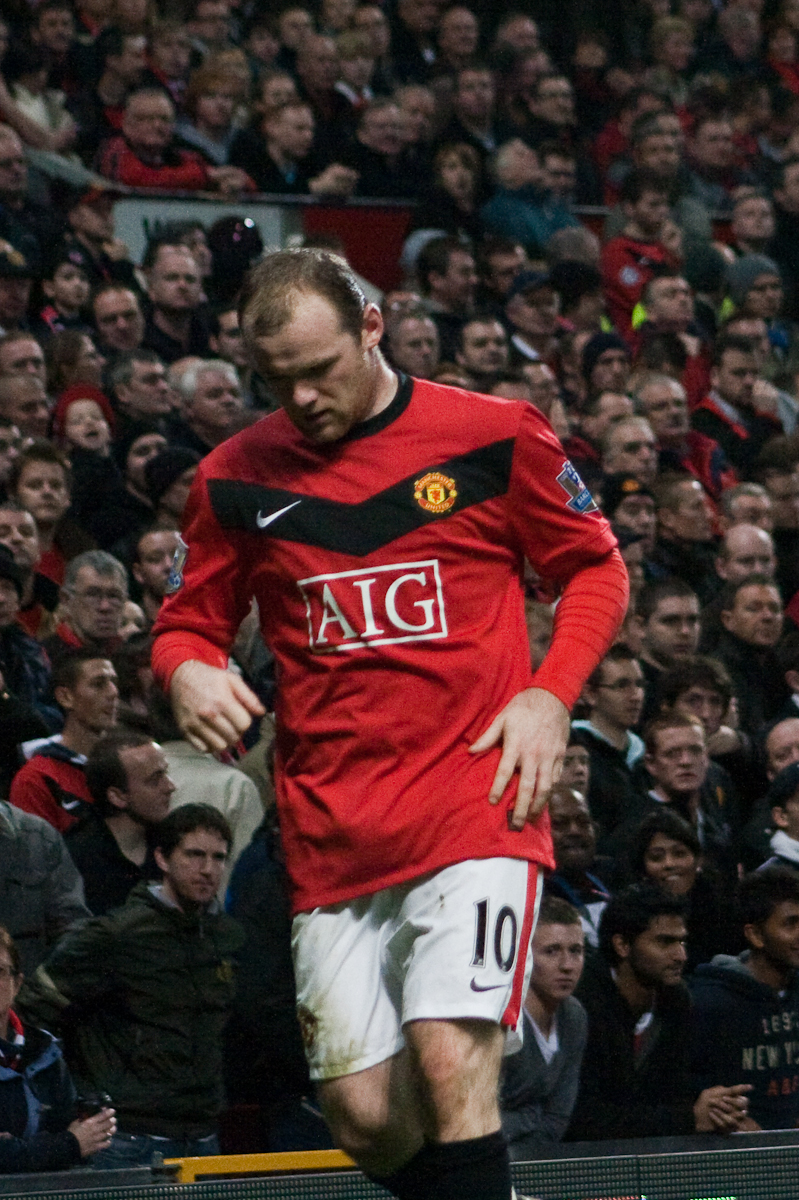
Wayne Rooney fou el guanyador del premi de 2010

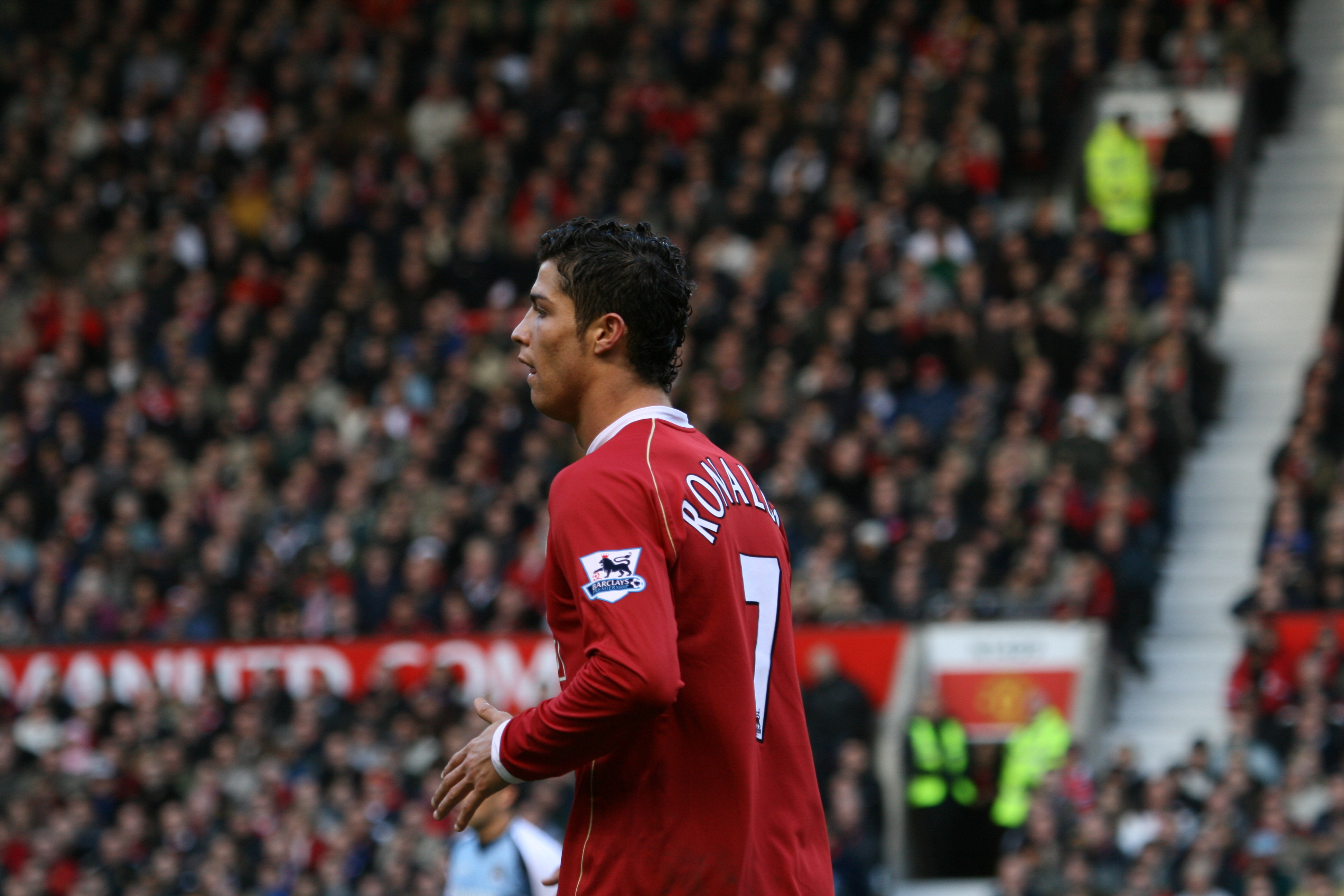
Cristiano Ronaldo va obtenir el premi en tres ocasions, dues d'elles consecutives.

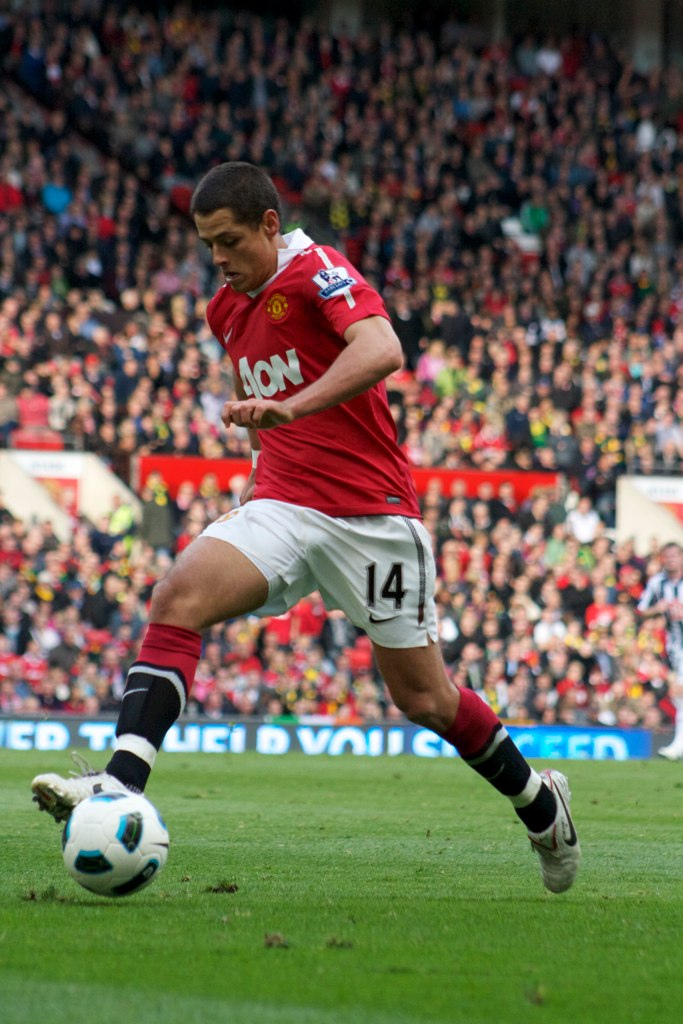
Chicharito Hernández fou el guanyador del guardó el 2011, i el segon llatinoamericà després de Gabriel Heinze.

| Temp.     | Nom                 | Nacionalitat  | Posició     | Notes                                       | Ref(s)      |
| --------- | ------------------- | ------------- | ----------- | ------------------------------------------- | ----------- |
| 1987–88   | Brian McClair       | Escòcia       | Davanter    |                                             | [ 2 ]       |
| 1988–89   | Bryan Robson        | Anglaterra    | Migcampista | Primer guanyador anglès                     |             |
| 1989–90   | Gary Pallister      | Anglaterra    | Defensa     |                                             | [ 2 ]       |
| 1990–91   | Mark Hughes         | Gal·les       | Davanter    |                                             | [ 3 ]       |
| 1991–92   | Brian McClair       | Escòcia       | Davanter    | Primer en guanyar-lo dos cops               |             |
| 1992–93   | Paul Ince           | Anglaterra    | Migcampista |                                             |             |
| 1993–94   | Eric Cantona        | França        | Davanter    | Primer guanyador no britànic                |             |
| 1994–95   | Andrei Kanchelskis  | Rússia        | Migcampista |                                             |             |
| 1995–96   | Eric Cantona        | França        | Davanter    |                                             |             |
| 1996–97   | David Beckham       | Anglaterra    | Migcampista |                                             |             |
| 1997–98   | Ryan Giggs          | Gal·les       | Migcampista |                                             | [ 4 ]       |
| 1998–99   | Roy Keane           | Irlanda       | Migcampista |                                             |             |
| 1999–2000 | Roy Keane           | Irlanda       | Migcampista | Primer en guanyar-lo consecutivament        |             |
| 2000–01   | Teddy Sheringham    | Anglaterra    | Davanter    |                                             | [ 5 ]       |
| 2001–02   | Ruud van Nistelrooy | Països Baixos | Davanter    |                                             | [ 2 ]       |
| 2002–03   | Ruud van Nistelrooy | Països Baixos | Davanter    |                                             |             |
| 2003–04   | Cristiano Ronaldo   | Portugal      | Migcampista |                                             | [ 2 ]       |
| 2004–05   | Gabriel Heinze      | Argentina     | Defensa     | Primer guanyador no europeu                 | [ 2 ]       |
| 2005–06   | Wayne Rooney        | Anglaterra    | Davanter    |                                             | [ 5 ]       |
| 2006–07   | Cristiano Ronaldo   | Portugal      | Migcampista |                                             | [ 6 ]       |
| 2007–08   | Cristiano Ronaldo   | Portugal      | Migcampista | Primer jugador en guanyar-lo 3 cops         | [ 5 ] [ 7 ] |
| 2008–09   | Nemanja Vidić       | Sèrbia        | Defensa     |                                             | [ 8 ]       |
| 2009–10   | Wayne Rooney        | Anglaterra    | Davanter    |                                             | [ 5 ]       |
| 2010–11   | Javier Hernández    | Mèxic         | Davanter    | Primer guanyador de nord-Amèrica            | [ 2 ]       |
| 2011–12   | Antonio Valencia    | Equador       | Migcampista |                                             | [ 9 ]       |
| 2012–13   | Robin van Persie    | Països Baixos | Davanter    |                                             | [ 10 ]      |
| 2013–14   | David de Gea        | Espanya       | Porter      | Primer porter en guanyar-lo                 | [ 11 ]      |
| 2014–15   | David de Gea        | Espanya       | Porter      |                                             | [ 12 ]      |
| 2015–16   | David de Gea        | Espanya       | Porter      | Primer jugador en guanyar-lo 3 cops seguits |             |

### Guanyadors per nombre de premis
| Jugador             | Total | Any              |
| ------------------- | ----- | ---------------- |
| Cristiano Ronaldo   | 3     | 2004, 2007, 2008 |
| David De Gea        | 3     | 2014, 2015, 2016 |
| Brian McClair       | 2     | 1988, 1992       |
| Eric Cantona        | 2     | 1994, 1996       |
| Roy Keane           | 2     | 1999, 2000       |
| Ruud van Nistelrooy | 2     | 2002, 2003       |
| Wayne Rooney        | 2     | 2006, 2010       |
| Bryan Robson        | 1     | 1989             |
| Gary Pallister      | 1     | 1990             |
| Mark Hughes         | 1     | 1991             |
| Paul Ince           | 1     | 1993             |
| Andrei Kanchelskis  | 1     | 1995             |
| David Beckham       | 1     | 1997             |
| Ryan Giggs          | 1     | 1998             |
| Teddy Sheringham    | 1     | 2001             |
| Gabriel Heinze      | 1     | 2005             |
| Nemanja Vidić       | 1     | 2009             |
| Javier Hernández    | 1     | 2011             |
| Antonio Valencia    | 1     | 2012             |
| Robin Van Persie    | 1     | 2013             |